# 士英街道 (扶余市)
士英街道，是中华人民共和国吉林省松原市扶余市下辖的一个乡镇级行政单位。

## 行政区划
士英街道下辖以下地区：
士英街社区、李家店社区和新富村。